# ستيف دويل
ستيف دويل (بالإنجليزية: Steve Doyle)‏ (2 يونيو 1958 في المملكة المتحدة - ) هو مدرب كرة قدم ولاعب كرة قدم بريطاني في مركز الوسط. لعب مع بريستون نورث إيند ونادي روتشديل ونادي سندرلاند وهال سيتي وهدرسفيلد تاون.